# Hynobius glacialis
Espèce
Hynobius glacialis est une espèce d'urodèles de la famille des Hynobiidae.

## Répartition
Cette espèce est endémique de Taïwan. Elle se rencontre au-dessus de 3 000 m d'altitude dans le Syueshan.

## Description
Hynobius glacialis mesure de 47,8 à 67,4 mm sans la queue et de 37,1 à 56,5 mm pour la queue.

## Publication originale
- Lai & Lue, 2008 : Two new Hynobius (Caudata: Hynobiidae) salamanders from Taiwan. Herpetologica, vol. 64, p. 63-80.